# 10856 Bechstein
10856 Bechstein è un asteroide della fascia principale. Scoperto nel 1995, presenta un'orbita caratterizzata da un semiasse maggiore pari a 3,1654536 UA e da un'eccentricità di 0,2424177, inclinata di 25,93445° rispetto all'eclittica.